# 946 Poesia
946 Poesia је астероид главног астероидног појаса са пречником од приближно 43,75 .
Афел астероида је на удаљености од 3,563 астрономских јединица (АЈ) од Сунца, а перихел на 2,675 АЈ. 
Ексцентрицитет орбите износи 0,142, инклинација (нагиб) орбите у односу на раван еклиптике 1,432 степени, а орбитални период износи 2012,257 дана (5,509 година). 
Апсолутна магнитуда астероида је 10,42 а геометријски албедо 0,062.
Астероид је откривен 11. фебруара 1921. године.